# Alfred Einwag
Alfred Einwag (* 18. März 1928 in Ebern) ist ein deutscher Jurist. Von 1988 bis 1993 war er Bundesbeauftragter für den Datenschutz.

## Leben
Einwag wurde als Sohn eines Landwirts und Glasermeisters geboren. Seine schulische Ausbildung wurde durch den Dienst als Luftwaffenhelfer und daran anschließende amerikanische Kriegsgefangenschaft unterbrochen; 1947 schloss er sie ab. Er studierte dann Philosophie und Neuphilologie an der Philosophisch-Theologischen Hochschule Bamberg, ehe er zu den Rechtswissenschaften wechselte. Ab 1950 studierte er an der Universität München, wo er noch im gleichen Jahr das Studium mit dem 1. Staatsexamen abschloss. 1952 promovierte er und legte 1955 das zweite Staatsexamen ab.
Alfred Einwag begann dann 1956 seine Verwaltungslaufbahn in der Bezirksregierung von Unterfranken, wechselte aber bereits im Oktober 1956 in das Bundesministerium des Innern, wo er Referent für Öffentliches Dienstrecht wurde. 1964 wurde er dort Referatsleiter des Referates für Grundsatz-, Rechts- und Organisationsangelegenheiten des Bundesgrenzschutzes.
In seiner Amtszeit als Bundesbeauftragter für den Datenschutz kritisierte er 1989 die unkontrollierte Sammlung von Informationen durch die Staatsschutzabteilung des Bundeskriminalamtes in der Datei Apis. im Jahr 1992 kam es zu Auseinandersetzungen mit Eckart Werthebach, dem damaligen Leiter des Bundesamtes für Verfassungsschutz, da der Verfassungsschutz unberechtigt Informationen weitergab.

## Veröffentlichungen (Auswahl)
- mit Gerd-Dieter Schön: Kommentar zum Bundesgrenzschutzgesetz. Verlag für Verwaltungspraxis Rehm, München 1983.